# San Fiorano
San Fiorano (lombardul: San Fiuràn) település Olaszországban, Lombardia régióban, Lodi megyében. Lakosainak száma 1873 fő (2023. január 1.). San Fiorano Codogno, Fombio, Maleo és Santo Stefano Lodigiano községekkel határos.

## Népesség
A település lakossága az elmúlt években az alábbi módon változott:
| Lakosok száma | 1830 | 1841 | 1873 |
|               | 2017 | 2018 | 2023 |